# أم الإعظام (ويس)
أم الإعظام (بالفارسية: ام‌العظام) هي منطقة سكنية تقع في إيران في قسم ويس الريفي. يقدر عدد سكانها بـ 13 نسمة .